# Valarie Pettiford
Valarie Pettiford (New York, 8 luglio 1960) è una ballerina e attrice statunitense.
Ha recitato in numerosi musical, tra cui A Broadway Musical (Broadway, 1978), Dancin' (Tour, 1979), Grind (Broadway, 1985), Big Deal (Broadway, 1985), Weird Romance (Off Broadway, 1992), Show Boat (Toronto, 1993; tour, 1995), Fosse (Broadway, 1998), Chicago (Broadway, 2002), Gli uomini preferiscono le bionde (New York, 2002), The Wild Party (Los Angeles, 2005), The Wiz (New Jersey, 2006) e Guys and Dolls (Los Angeles, 2009).
Per la sua performance in Fosse è stata candidata al Tony Award alla miglior attrice non protagonista in un musical.

## Carriera
Nel 1988 entra nel cast della soap opera Destini nel ruolo di Courtney Walker, rimanendo fino al 1990. Dal 1990 al 1994 interpreta Sheila Price nella soap opera Una vita da vivere. Nel 2024 entra nel cast della soap opera Febbre d'amore nel ruolo di Amy Lewis.

## Filmografia parziale

### Cinema
- The Wiz, regia di Sidney Lumet (1978)
- Cotton Club (The Cotton Club), regia di Francis Ford Coppola (1984)
- Eroe per amore (Rescue Me), regia di Arthur Allan Seidelman (1992)
- Il sogno di Calvin (Like Mike), regia di John Schultz (2002)
- Paris, regia di Ramin Niami (2003)
- Stepping - Dalla strada al palcoscenico (Stomp the Yard), regia di Sylvain White (2007)
- Jumping the Broom - Amore e altri guai (Jumping the Broom), regia di Salim Akil (2011)

### Televisione
- Un giustiziere a New York (The Equalizer) – serie TV, episodio 3x18 (1988)
- Destini (Another World) – soap opera (1988-1990)
- Una vita da vivere (One life to live) – soap opera (1990-1994)
- Sentinel - serie TV, episodio 2x02 (1996)
- Due poliziotti a Palm Beach (Silk Stalkings) - serie TV, episodio 7x01 (1997)
- Saranno famosi a Los Angeles (Fame L.A.) – serie TV, 21 episodi (1997-1998)
- Tesoro, mi si sono ristretti i ragazzi (Honey, I Shrunk the Kids: The TV Show) - serie TV, 2 episodi (1997)
- I viaggiatori (Sliders) – serie TV, episodio 4x10 (1998)
- Walker Texas Ranger – serie TV, episodio 6x21 (1998)
- X-Files (The X-Files) – serie TV, episodio 6x11 (1999)
- Da un giorno all'altro (Any Day Now) – serie TV, episodio 3x16 (2001)
- Frasier – serie TV, episodio 8x15 (2001)
- Jack & Jill – serie TV, 1 episodio (2001)
- Men, Women & Dogs – serie TV, 1 episodio (2001)
- Half & Half – serie TV, 91 episodi (2002-2006)
- State of Grace – serie TV, 1 episodio (2002)
- The District – serie TV, 66 episodi (2002-2004)
- West Wing - Tutti gli uomini del Presidente (The West Wing) – serie TV,  episodio 3x18 (2002)
- CSI: Miami – serie TV, episodio 4x22 (2006)
- Bones – serie TV, episodio 2x15 (2007)
- CSI - Scena del crimine (CSI: Crime Scene Investigation) – serie TV, episodio 7x17 (2007)
- Tyler Perry's House of Payne - serie TV, 153 episodi (2008-2011)
- Criminal Minds – serie TV, episodio 4x12 (2009)
- The Cape – serie TV, episodio 1x04 (2011)
- A passo di danza (Bunheads) - serie TV, episodio 1x02 (2012)
- Hart of Dixie - serie TV, episodio 1x15 (2012)
- Il risolutore (The Finder) – serie TV, episodio 1x02 (2012)
- Treme – serie TV, 2 episodi (2012)
- Golden Boy - serie TV, 13 episodi (2013)
- True Blood – serie TV, 2 episodi (2013)
- Born Again Virgin – serie TV, 10 episodi (2015-2016)
- The Blacklist – serie TV, 17 episodi (2015-2023)
- Black-ish – serie TV, episodio 2x20 (2016)
- Being Mary Jane - serie TV, 20 episodi (2017)
- Valor - serie TV, 13 episodi (2017-2018)
- The Family Business – serie TV, 52 episodi (2018-2023)
- A Discovery of Witches - Il manoscritto delle streghe (A Discovery of Witches) – serie TV, 16 episodi (2018-2022)
- NCIS - Unità anticrimine (NCIS) – serie TV, episodi 19x03-19x04 (2021)
- The Equalizer – serie TV, episodi 2x13-3x05-5x05 (2022-2024)
- Truth Be Told – serie TV, episodi 3x02-3x07 (2023)
- The Baxters – serie TV, 6 episodi (2024)
- Febbre d'amore (The Young and the Restless) – serial TV (2024-in corso)
- Manuale per morire da sola (How to Die Alone) – serie TV, episodi 1x05-1x08 (2024)

## Doppiatrici italiane
Nelle versioni in italiano delle opere in cui ha recitato, Valarie Pettiford è stata doppiata da:
- Alessandra Cassioli in The District, NCIS - Unità anticrimine
- Elena Morara in CSI - Scena del crimine
- Cristina Boraschi in Stepping - Dalla strada al palcoscenico
- Laura Boccanera in Criminal Minds
- Valeria Perilli ne Il risolutore
- Cinzia Villari in Jumping the Broom - Amore e altri guai
- Tiziana Avarista in The Blacklist
- Cinzia De Carolis in Valor